# Kurek jeżyk
Kurek jeżyk (Trigla lyra) – gatunek morskiej ryby z rodziny kurkowatych (Triglidae), jedyny przedstawiciel rodzaju Trigla. 

## Występowanie
Zamieszkuje piaszczyste lub muliste dno w wodach Morza Śródziemnego i wschodniego Oceanu Atlantyckiego – od północnej Szkocji przez Maderę i Wyspy Kanaryjskie do Senegalu. Spotykany na głębokościach 100–700 m p.p.m.

## Charakterystyka
Podobny do kurka czerwonego, ma jednak bardziej stromy profil głowy i dłuższy kolec pomiędzy płetwami piersiowymi. Osiąga przeciętnie 30 cm, maksymalnie do 60 cm. Żywi się krewetkami i krabami.